# Лесотско-южноафриканская граница
Лесотско-южноафриканская граница (англ. Lesotho–South Africa border) — государственная граница между Лесото и Южно-Африканской Республикой (ЮАР). Протяженность границы составляет 1106 км. Лесото представляет собой анклав, полностью окруженный территорией ЮАР. Граница проходит по реке Каледон, водоразделу Драконовых гор, Оранжевой реке, реке Махаленг и ряду холмов, соединяющих Махаленг с Каледоном.

## История
В 1820-х годах народ басуто сформировал отдельное государство под руководством первого верховного вождя Мошвешве I. В то время территория проживания народа басуто включала большую часть того, что сейчас является провинцией Фри-Стейт ЮАР. Эта территория была потеряна в 1850-х и 1860-х годах в результате серии войн между басуто и бурами Оранжевого Свободного государства. В 1868 году Басутоленд стал британским протекторатом. За исключением периода аннексии со стороны Капской колонии с 1871 по 1884 год, Басутоленд оставался протекторатом, когда в 1966 году была достигнута независимость под названием Королевство Лесото.
Граница между Басутолендом и Оранжевым Свободным Государством была определена в Аливал-Нортской конвенции 1869 года. Граница с Капской колонией и колонией Наталь определена уведомлением Верховного комиссара Южной Африки от 13 мая 1870 года с поправками, внесенными правительственным уведомлением № 74 от 6 ноября 1871 года. В этом уведомлении границы Британского Басутоленда были следующими: от слияния реки Махаленг с Оранжевой рекой; по Олифантсбину до Лангеберга, от реки реки Каледон и до истоков Оранжевой реки у горы Монт-о-Сурс; на запад вдоль Драконовых гор, между водоразделами Оранжевой реки и реки Мзимвубу.

## Пункты пересечения границы
Официальные пункты пересечения межгосударственной границы указаны в таблице:
| Лесото | Лесото            | ЮАР    | ЮАР               | Часы работы | Примечания                                    | Координаты                      |
| Дорога | Пограничный пост  | Дорога | Пограничный пост  | Часы работы | Примечания                                    | Координаты                      |
| ------ | ----------------- | ------ | ----------------- | ----------- | --------------------------------------------- | ------------------------------- |
| A2     | Масеру            | N8     | мост Масеру       | 24 часа     | Также проходит железная дорога.               | 29°17′53″ ю. ш. 27°27′17″ в. д. |
|        | Пека              |        | мост Пека         | 08:00-16:00 |                                               | 28°56′42″ ю. ш. 27°44′04″ в. д. |
|        | Мапуцоэ           |        | Фиксбург          | 24 часа     |                                               | 28°53′02″ ю. ш. 27°53′25″ в. д. |
|        | Каледонспурт      |        | Каледонспурт      | 06:00-22:00 |                                               | 28°41′41″ ю. ш. 28°14′02″ в. д. |
|        | Монантса-Пасс     |        | Монантса-Пасс     | 08:00-16:00 |                                               | 28°35′25″ ю. ш. 28°40′57″ в. д. |
|        | Сани-Пасс         |        | Сани-Пасс         | 06:00-18:00 | Требуется автомобиль повышенной проходимости. | 29°35′05″ ю. ш. 29°17′11″ в. д. |
|        | Нгоангоана        |        | Бушманснек        | 08:00-16:00 | Закрыт для автомобилей.                       | 29°53′06″ ю. ш. 29°09′12″ в. д. |
|        | Раматселисос-Гейт |        | Раматселисос-Гейт | 08:00-16:00 |                                               | 30°03′01″ ю. ш. 28°56′02″ в. д. |
|        | Цгачас-Нек        |        | Цгачас-Нек        | 06:00-22:00 |                                               | 30°07′47″ ю. ш. 28°41′08″ в. д. |
|        | Онгелукснек       |        | Онгелукснек       | 08:00-16:00 | Требуется автомобиль повышенной проходимости. | 30°20′18″ ю. ш. 28°15′07″ в. д. |
| А24    | Теле              | R393   | Теле              | 06:00-22:00 |                                               | 30°25′55″ ю. ш. 27°34′02″ в. д. |
|        | Махаленг          |        | мост Махаленг     | 08:00-16:00 |                                               | 30°09′51″ ю. ш. 27°23′59″ в. д. |
|        | Сепапус-Гейт      |        | Сепапус-Гейт      | 08:00-16:00 |                                               | 29°56′51″ ю. ш. 27°11′57″ в. д. |
|        | Ван-Руйен-Гейт    |        | Ван-Руйен-Гейт    | 06:00-22:00 |                                               | 29°45′22″ ю. ш. 27°06′33″ в. д. |